# الیور کیرک
الیور کیرک (انگلیسی: Oliver Kirk; ۲۰ آوریل ۱۸۸۴ – ۱۴ مارس ۱۹۶۰) بوکسور اهل ایالات متحده آمریکا بود.
وی در مسابقات بین‌المللی در مجموع برندهٔ ۲ مدال طلا شده‌است.